# Il nostro messia
Il nostro messia è un film del 2008 diretto da Claudio Serughetti.

## Trama
Cinque ragazze condividono un appartamento a Roma, diverse condizioni precarie e un comune desiderio di attrici.